# Gran Premio Industria e Artigianato 1981
Il Gran Premio Industria e Artigianato 1981, quindicesima edizione della corsa e quinta con questa denominazione, si svolse il 23 luglio su un percorso di 220 km, con partenza e arrivo a Larciano. Fu vinto dall'italiano Pierino Gavazzi della Magniflex-Olmo davanti ai suoi connazionali Gianbattista Baronchelli e Alfio Vandi.

## Ordine d'arrivo (Top 10)
| Pos. | Corridore                | Squadra              | Tempo    |
| ---- | ------------------------ | -------------------- | -------- |
| 1    | Pierino Gavazzi          | Magniflex-Olmo       | 5h45'00" |
| 2    | Gianbattista Baronchelli | Bianchi-Piaggio      |          |
| 3    | Alfio Vandi              | Selle San Marco      |          |
| 4    | Giovanni Mantovani       | Hoonved-Bottecchia   |          |
| 5    | Claudio Savini           | Selle San Marco      |          |
| 6    | Ricardo Magrini          | Santini-Selle Italia |          |
| 7    | Luciano Loro             | Inoxpran             |          |
| 8    | Moreno Argentin          | Sammontana-Benotto   |          |
| 9    | Fiorenzo Favero          | Santini-Selle Italia |          |
| 10   | Mario Noris              | Magniflex-Olmo       |          |